# Tommy Hitchcock
Tommy Hitchcock   (Aiken, 11 de febrer de 1900 - Salisbury, 19 d'abril de 1944) va ser un jugador de polo i aviador estatunidenc que va que va morir en un accident aeri durant la Segona Guerra Mundial. Va ser inclòs pòstumament al Polo Hall of Fame.
Nascut a Carolina del Sud, els seus pares li ensenyaren a jugar al polo. Durant la Primera Guerra Mundial va unir-se al Lafayette Flying Corps a França. Allà fou capturat pels alemanys, però va aconseguir escapar-ne després de caminar més de 150 quilòmetres durant vuit nits fins a Suïssa. Després de la guerra va estudiar a la Universitat Harvard i la Universitat d'Oxford.
Com a jugador de polo el 1921 va liderar l'equip estatunidenc en la victòria a la Copa Internacional de Polo. El 1924 va prendre part en els Jocs Olímpics de París, on guanyà la medalla de plata en la competició de polo. Hitchcock compartí equip amb Elmer Boeseke, Frederick Roe, Rodman Wanamaker.
Es casà el 15 de desembre de 1928 amb Margaret Lederle Mellon, filla menor de l'empresari William Larimer Mellon. Durant diversos anys va entrenar un important equip de polo, els San Carlos Cardinals. El 1937, junt al seu company de polo Robert Lehman, fou soci de la firma d'inversió Lehman Brothers.
Com a tinent coronel de les Forces Aèries de l'exèrcit dels Estats Units durant la Segona Guerra Mundial va ser assignat com a assistent de l'agregat aeri de l'ambaixada dels Estats Units a Londres, Anglaterra. Va ajudar en el desenvolupament de l'avió de caça P-51 Mustang i va morir mentre en pilotava un en una sessió de proves.